# Symphytum tanaicense
Symphytum tanaicense är en strävbladig växtart som beskrevs av John Stevenson. Symphytum tanaicense ingår i släktet vallörter, och familjen strävbladiga växter. Inga underarter finns listade i Catalogue of Life.

## Bildgalleri

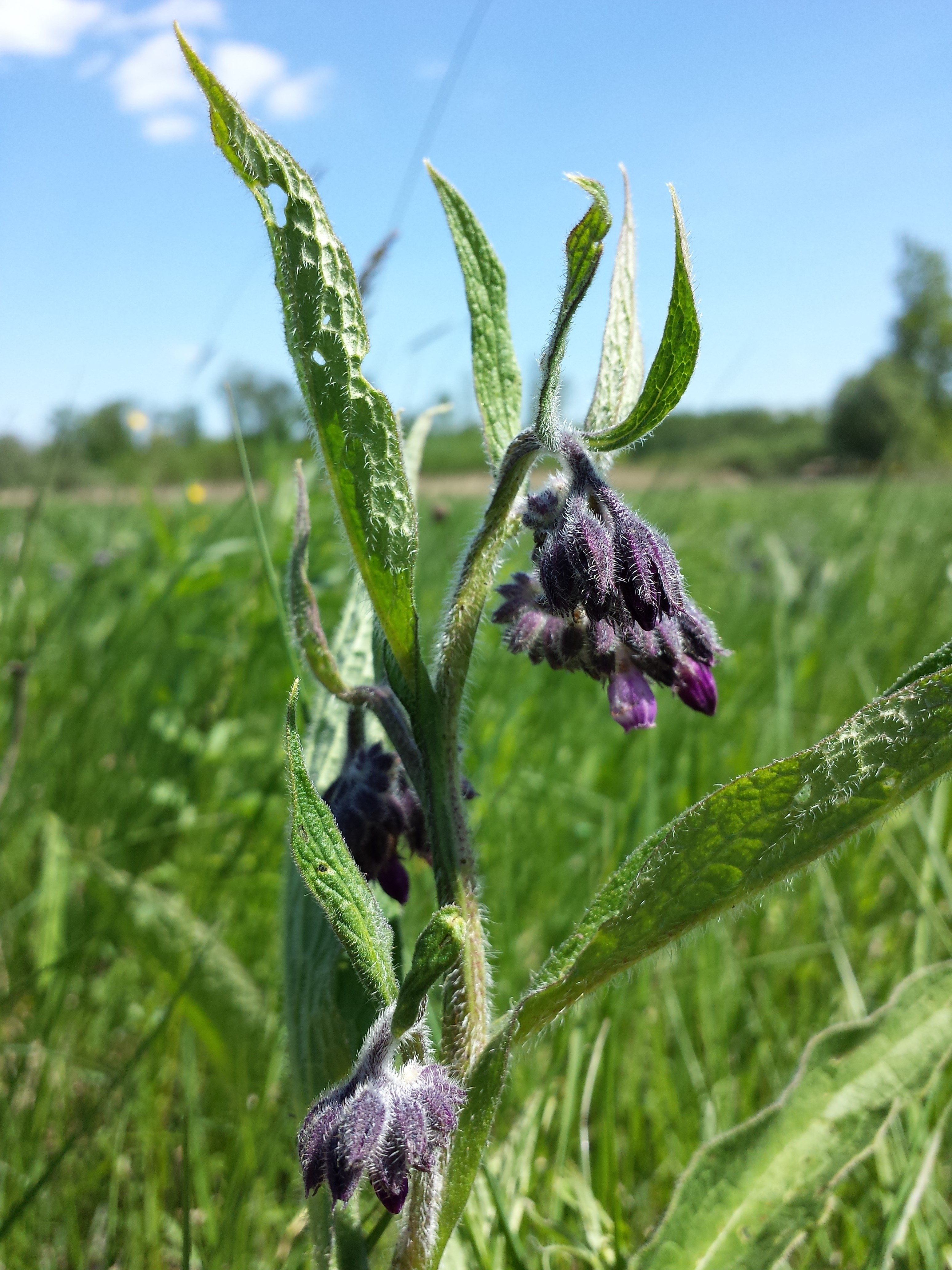
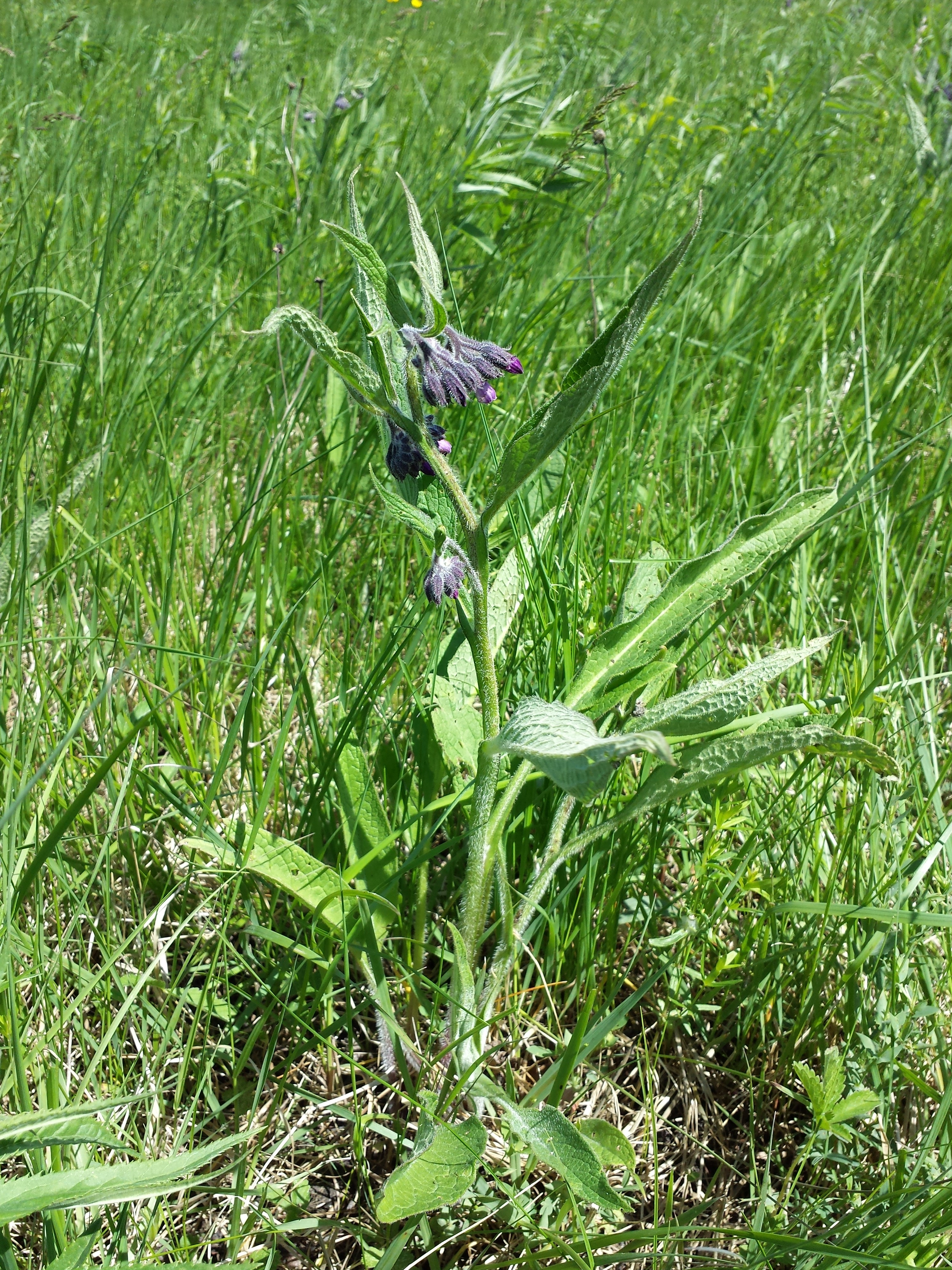